# Палат, Мариан
Ма́риан Па́лат (чеш. Marian Palát; 1 июня 1977, д. Пржилепы, Злинский край, Чехословакия) — чешский футболист, левый защитник.

## Карьера
Профессиональную карьеру начинал в клубе «Дукла-Секопт» из Границе. Далее играл за «Пршеров» и Татран из города Пошторна. С 2000 по 2002 год играл за «Богемианс» Прага, в 2001 году был отдан в аренду в «Динамо» Ческе-Будеёвице. Позже выступал за «Атлантик Слован Пардубице» и клуб «Млада-Болеслав», за который играл на протяжении трёх лет. Летом 2007 года после ухода в «Сатурн» правого полузащитника «Луча-Энергии» Алексея Иванова главный тренер клуба Сергей Павлов задумал перевести на его место защитника Дмитрия Семочко и заодно укрепить левый фланг обороны, однако агент Палата предложил Мариана на его место, за кандидатуру высказался и его соотечественник голкипер Марек Чех. 20 июля 2007 года без медицинского осмотра перебрался в клуб «Луч-Энергия», подписав трёхлетний контракт. 20 октября 2007 года в выездном матче против московского «Локомотива», выйдя в стартовом составе, дебютировал за «Луч-Энергию». С новым главным тренером «Луч-Энергии» Зораном Вуличем отношения не сложились, и Мариан в феврале 2008 года был выставлен на трансфер, а в мае 2008 года по взаимному согласию расторг контракт с клубом из Владивостока. Вскоре перебрался в словацкий «Ружомберок», завершал карьеру в клубе «Виктория Жижков».
Стал тренером, работал в мелких клубах «Полична», «Кельч», «Бистршице-под-Гостинем». По состоянию на 2017 год работает тренером клуба «Комарно-Осичко», проживает в деревне Комарно района Кромержиж.